# روز جربي
الروز الجربي هو طبق من أطباق المطبخ التونسي، يحضّر عادةً من الأرز، اللحم، الكبدة، الحمّص، و الخضار مثل البقدونس، السلق، البازلاءو الجزر.